# سيباستيان ديتز
سيباستيان ديتز (بالألمانية: Sebastian Ernst Klaus Dietz)‏ هو منافس ألعاب قوى ألماني، ولد في 25 فبراير 1985 في فورمس في ألمانيا.